# 北海道道688号名寄遠別線

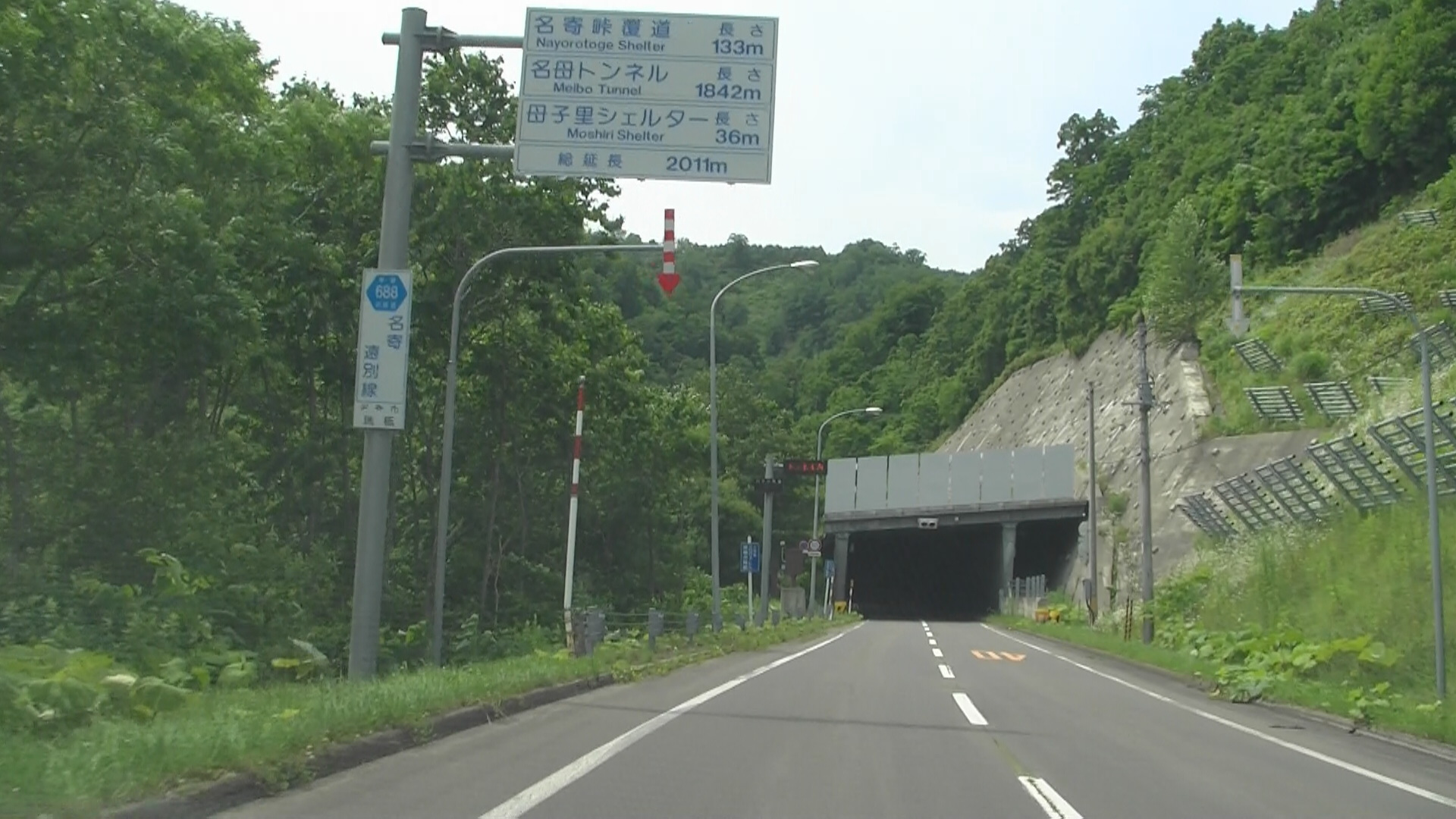
名寄峠

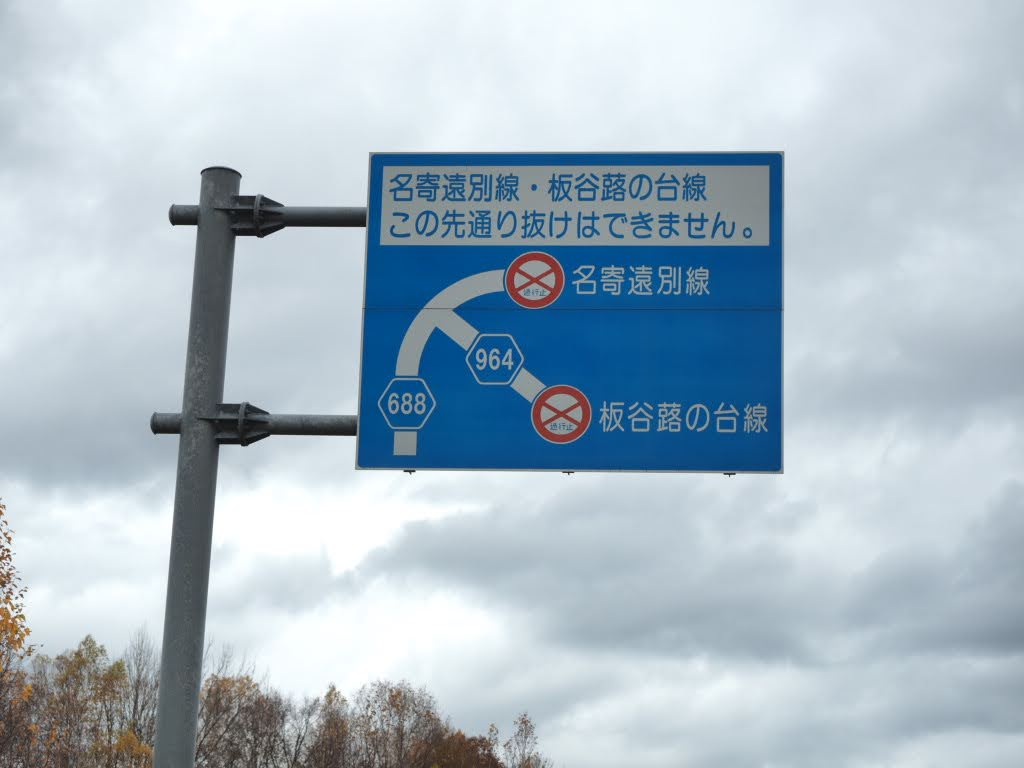
道道688号標識

北海道道688号名寄遠別線（ほっかいどうどう688ごう なよろえんべつせん）は、北海道名寄市と天塩郡遠別町を結ぶ一般道道（北海道道）である。未供用区間および冬期通行止め区間がある。

## 概要
戦後の1948年（昭和23年）、幌加内村（現・幌加内町）では母子里 - 名寄町初茶志内（現・名寄市弥生）間の道路建設を北海道議会に陳情し、同年11月22日には予定線踏査が行われた。その後も関係機関に道路建設の要望を続けたが、他にも優先すべき道路整備の数が多く、順番待ちの状況だった。
交通網の整備や建設ムードの高まりが各地で見られる時代を迎え、1965年（昭和40年）10月4日に「開発道路名寄遠別線建設促進期成会」が結成した。国の道路開発予算で調査費が付き、1966年（昭和41年）から1968年（昭和43年）にかけて計画概要書作成、経済調査、航空測量、交通量推計、便益計算などを行い、1969年（昭和44年）に母子里地区で測量に着手した。
当路線は1970年（昭和45年）8月22日に一般道道として路線認定された。同年10月1日、北海道開発局による開発道路として指定され、同年10月29日に幌加内町母子里で着工した。工事区間の延長は54.313km、着工当時の総工費は40億7900万円を見込んでいた。1974年（昭和49年）からは名寄、遠別の双方からも着工した。旭川開発建設部、札幌開発建設部、留萌開発建設部によって工事が進められ、1991年（平成3年）9月30日に名母トンネル（延長1842ｍ）が完成するなどしたが、2006年（平成18年）に「道州制特別区域における広域行政の推進に関する法律」により、開発道路事業の計画・実施権限の移譲が決定し、2010年（平成22年）4月1日に開発道路指定の廃止を受け、北海道へ事業が移管された。
現在、幌加内町蕗の台から遠別町正修の間は未開通で、天塩山地を越える険しい区間のため難工事となっており、1993年（平成5年）時点では幌加内町・遠別町境界付近の9kmが未着工だった。
2020年（令和2年）までに正修トンネル（延長686m）が完成した。2025年（令和7年）の全線開通を目指して工事が進められているが、2024年（令和6年）時点で管渠・函渠5カ所の工事が数年にまたがると見込まれ、全線完成がずれ込むことも予想されている。
2024年10月21日、全線開通時期が2025年度から4年延期され、2029年度（令和11年度）の見通しとなることが分かった。未開通区間の地滑りが予想以上に酷く、地滑り対策工事が難航しており、対策工事を終わらせなければ道路工事に入れない状況となっている。
未開通区間は延長7.8kmで、そのうち4.9kmの整備が完了したが、残り2.9kmは路盤などが未完成で工事が進められており、宇遠別トンネル（延長758m）が2021年（令和3年）に着工し、2022年（令和4年）11月1日に貫通式が行われた。

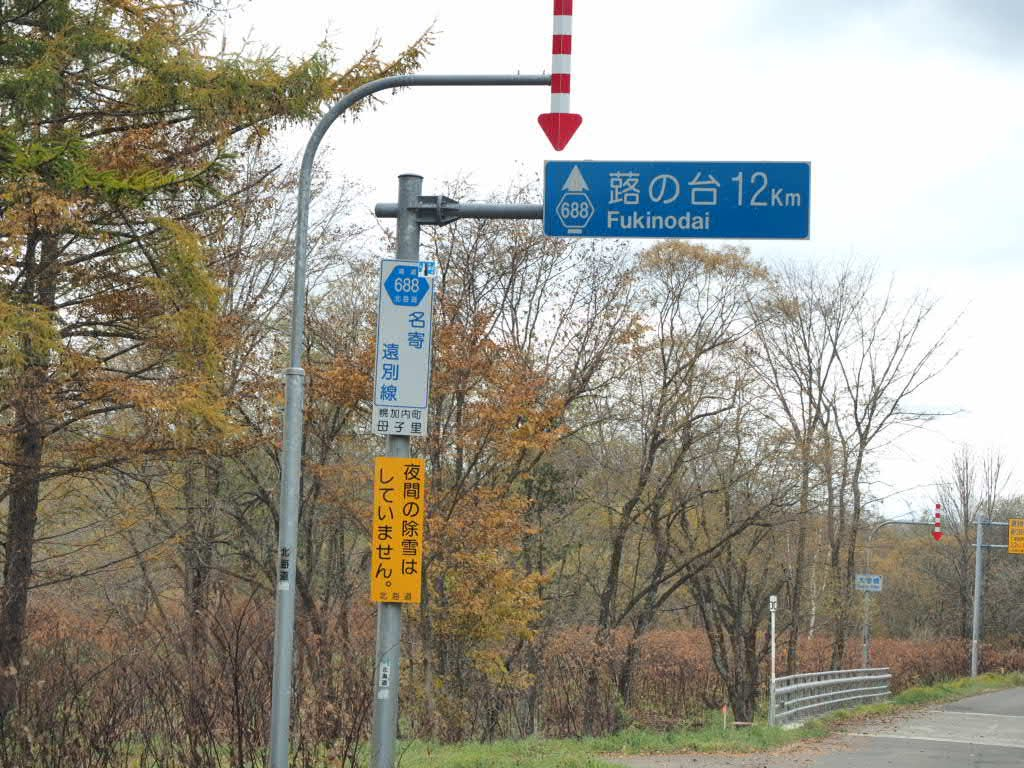
道道688号標識

未開通区間の総事業費は2010年度（平成22年度）当時で47億1千万円だったが、地滑り対策や土石流対策の範囲拡大、橋りょう形式の変更、トンネル掘削工法の変更、工事用道路の延伸、近年の資材・労務単価の上昇などが影響し、2012年度（平成24年度）に53億7千万円、2014年度（平成26年度）に115億円、2019年度（令和元年度）に131億円、2023年度（令和5年度）に150億3千万円、2024年度（令和6年度）には170億円と2010年度比3.6倍に膨らんだ。
工期の延長に伴い、全線開通予定時期も2010年度時点で2015年度だったが、2014年度時点では2021年度、2019年度時点では2025年度、2024年度時点では2029年度とずれ込んでいる。
なお、1974年度（昭和49年度）時点では1983年度（昭和58年度）、1982年度（昭和57年度）時点では1995年度（平成7年度）、1993年度（平成5年度）時点では2008年度（平成20年度）に全線開通が予定されていたという。
また、トンネルは全区間で3本（名母、宇遠別、正修）となっているが、1970年の着工当時は2本（名雨＝800m、遠雨＝265m）の計画だった。

### 路線データ
- 起点：北海道名寄市砺波（国道40号交点）
- 終点：北海道天塩郡遠別町字本町6丁目（国道232号交点）
- 総延長：77.888 km
- 実延長：73.966 km
- 重用延長：3.922 km

### 道路管理者
- 上川総合振興局 旭川建設管理部 士別出張所
- 上川総合振興局 旭川建設管理部 事業課
- 留萌振興局 留萌建設管理部 遠別出張所

## 歴史
- 1970年（昭和45年）
  - 8月22日：路線認定[3][1]。遠別側は道道59号上遠別遠別線を廃止した上、編入した[27]
  - 10月1日：北海道開発局による開発道路として指定
  - 10月29日：幌加内町字母子里で起工式挙行[4][1][5][6]
- 1974年（昭和49年）
  - 7月25日：名寄市字瑞穂で名寄側起工式[9][8]
  - 9月24日：遠別町字正修で遠別側起工式[10]
- 1978年（昭和53年）：幌加内町字母子里 - 幌加内町字蕗の台間の道路が完成[1]
- 1982年（昭和57年）5月：名母トンネル着工、8月23日に安全祈願祭挙行[26][1]
- 1987年（昭和62年）9月9日：名母トンネル貫通式[28]
- 1991年（平成3年）10月1日：名母トンネル供用開始。これにより名寄市字瑞穂 - 幌加内町字母子里間が開通。前日の9月30日に完成式挙行[11][12][1]
- 2010年（平成22年）4月1日：開発道路指定が廃止され、北海道に事業を移管

## 路線状況

### 重複区間
- 北海道道256号豊富遠別線（遠別町字久光 - 遠別町字本町6丁目）

### 未供用区間
- 幌加内町字蕗の台 - 遠別町字正修

### 通年交通規制（通行止め）
- 遠別町字正修国有林1048林班 - 遠別町字大成62（大成ゲート）
区間延長：13.7 km

### 冬期交通規制（通行止め）
- 幌加内町字母子里8384 - 幌加内町字蕗の台
区間延長：21.0 km

### 道路施設

#### 主なトンネル
- 名母トンネル（1,842 m、名寄市字瑞穂 - 幌加内町字母子里）

#### 主な橋梁
- 精英樹橋（165 m、テセウルペシュペ川、幌加内町字母子里）
- 凌雲橋（203 m、遠別川、遠別町字正修）
- 新栄橋（121 m、遠別川、遠別町字正修）
- 奥島橋（175 m、遠別川、遠別町字共栄）
- 第二共栄橋（138 m、遠別川、遠別町字共栄）
- 第一共栄橋（150 m、遠別川、遠別町字共栄）
- 中央橋（202 m、遠別川、遠別町字久光）

#### 常設型ゲート
- 母子里ゲート（幌加内町字母子里）
- 大成ゲート（遠別町字大成62）

## 地理

### 通過する自治体
- 上川総合振興局
  - 名寄市
  - 雨竜郡幌加内町
- 留萌振興局
  - 天塩郡遠別町

### 交差する道路
名寄市
- 国道40号 - 砺波（起点）
- 名寄美深道路 - 砺波（接続はしない）

幌加内町
- 国道275号 - 字母子里
- 北海道道528号蕗の台朱鞠内停車場線 - 字蕗の台
- 北海道道964号板谷蕗ノ台線 - 字蕗の台

遠別町
- 北海道道741号上遠別霧立線 - 字正修
- 北海道道256号豊富遠別線 - 字久光、字本町6丁目（終点）（重複）
- 国道232号 - 字本町6丁目（終点）

### 主な峠
- 名寄峠